# Cikada (bok)
Cikada är en diktsamling av Harry Martinson, utgiven 1953.
Dikterna speglar Martinsons intresse för naturvetenskap, från det lilla i naturen till stora kosmiska perspektiv. Den består bland annat av sviten Sången om Doris och Mima som senare utökades till Aniara.
Boken har givit namn till Cikada-priset som sedan 2004 tilldelas en österländsk poet.